# Techo tradicional

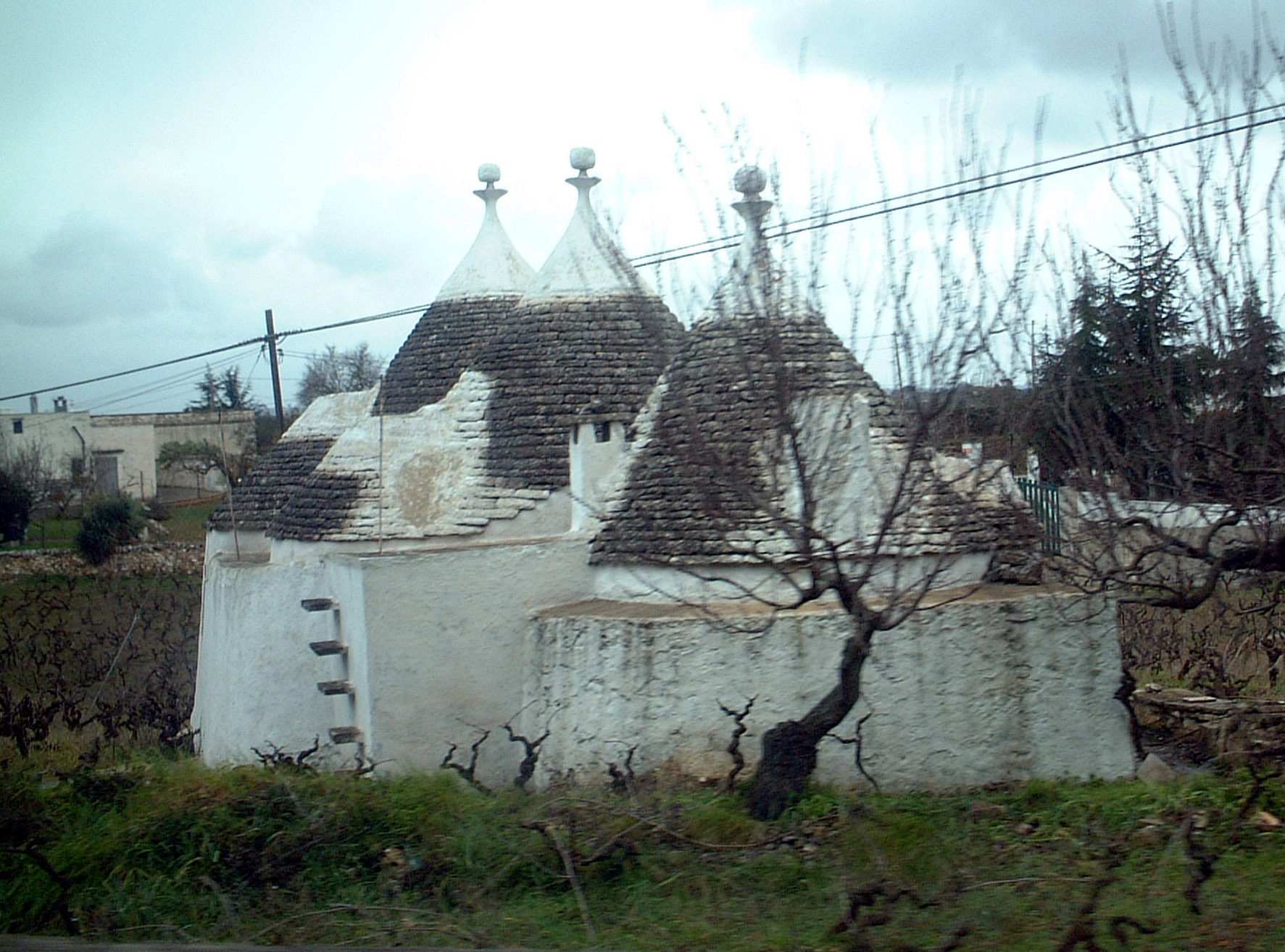
Trullos en el sur de Italia.

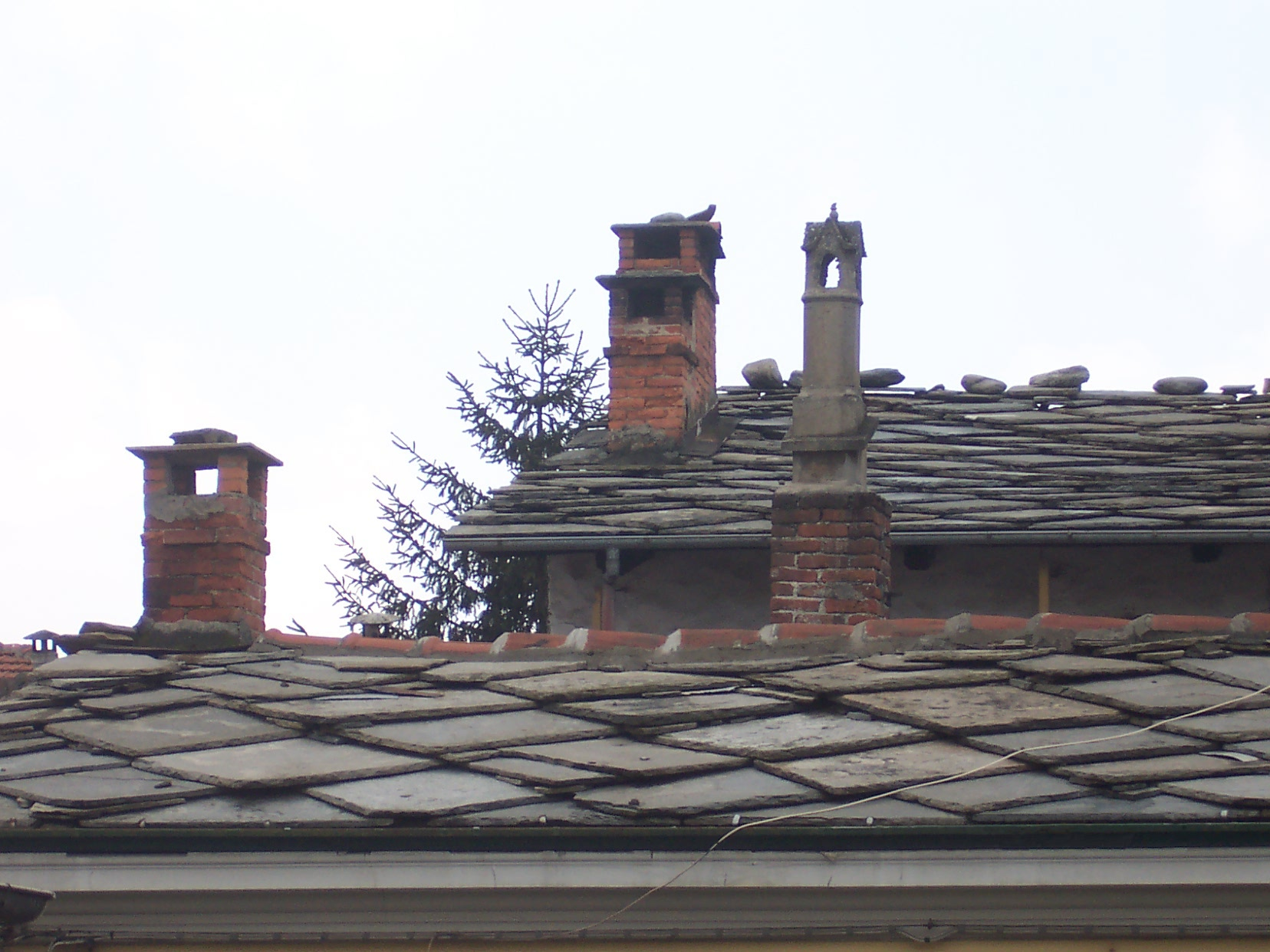
Techo de piedra moderno, de construcción rústica, en el Valle del Pellice, norte de Italia.

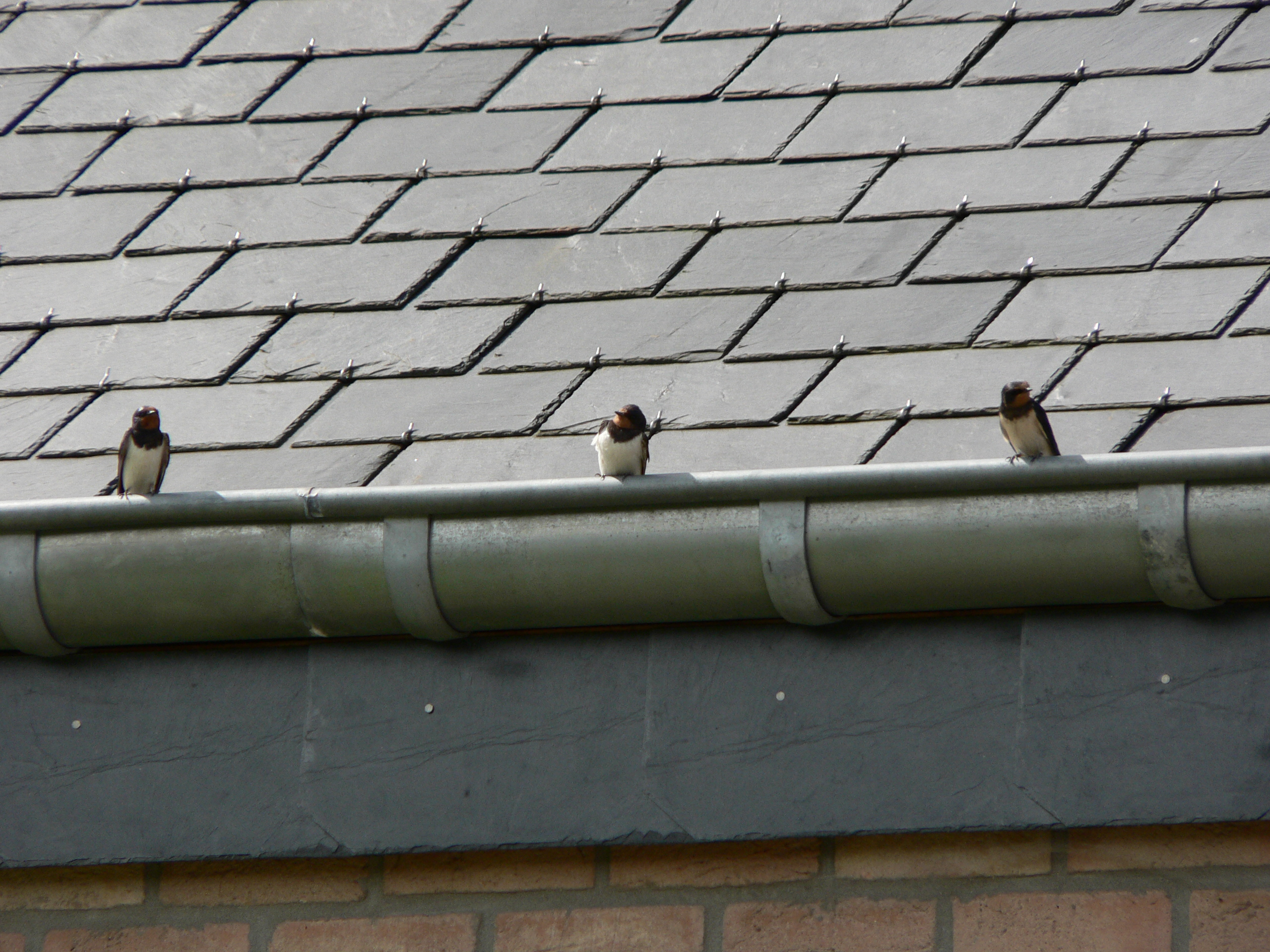
Techo sofisticado de laja.

En la construcción de los techos tradicionales se emplea materiales fáciles de trabajar y de obtener en la zona, generalmente eran construidos por el propio morador. La variedad de techos es tan amplia como la imaginación de la especie humana. Se presentan algunos, que son visibles aún hoy en diversas regiones del planeta, adaptados además a las condiciones climáticas de cada zona.

## Techo de piedra
Existe una gran variedad de formas de utilizar la piedra como cobertura de moradias y resguardos. Estos han ido evolucionando y perfeccionándose hasta nuestros días, cuando los techos de lajas son muy apreciados en construcciones sofisticadas. Algunas variantes de techos de piedra tradicionales son presentados a continuación.
El trullo era una típica construcción campesina en la Apulia, en el sur de Italia, donde el "cozzaro", el que cultivaba la tierra del patrón, podía disponer de una protección donde descansar y guardar los instrumentos de labranza. Los espesos muros de los trullos se construían con una técnica particular de sobre posición de piedras, y muy frecuentemente se colocaba una capa de tierra, para mantener el ambiente interno fresco en el verano y caliente en el invierno. En la cumbre de cada trullo, se coloca una piedra, la que resulta ser la “piedra clave” del techo cónico. Esta piedra es un único monolito. Se dice que cuando el patrón se aproximaba, con la intención de cobrar el derecho de moradía de los campesinos, estos, retirando una sola piedra destruían el techo para que pareciera un simple montón de piedras.
Techo de piedra en los Alpes occidentales, son utilizados aún hoy, habiéndose perfeccionado el sistema de amarre de las piedras.

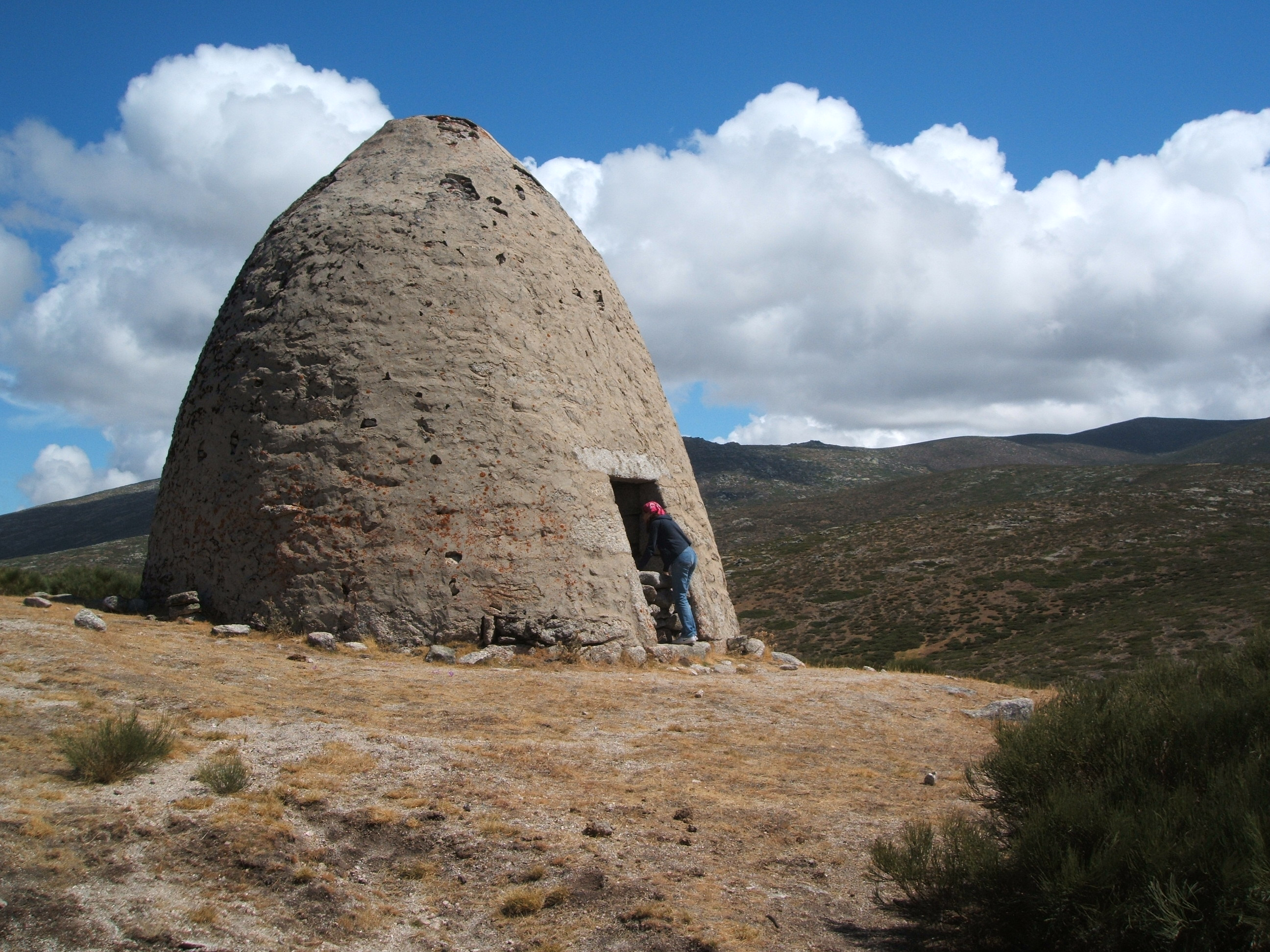
El Chozo Blanco.

El Chozo Blanco. Singular edificación situada a 1800 metros de altitud en la Dehesa de La Serrota, en Villafranca de la Sierra (Ávila; España). Está construido con el leucogranito presente en las inmediaciones que le daba una tonalidad blanca peculiar. Hoy en día está enfoscado en su parte externa con cemento mientras que en la cara interna se pueden observar las características constructivas. Dispone de muros de un metro de espesor, dos camas en piedra, chimenea y puerta orientada al sur. Fue utilizado por los pastores, durante su estancia veraniega en la dehesa, para guarecerse del frío y vigilar, desde su privilegiada posición, al ganado del ataque del lobo.

## Techo de paja

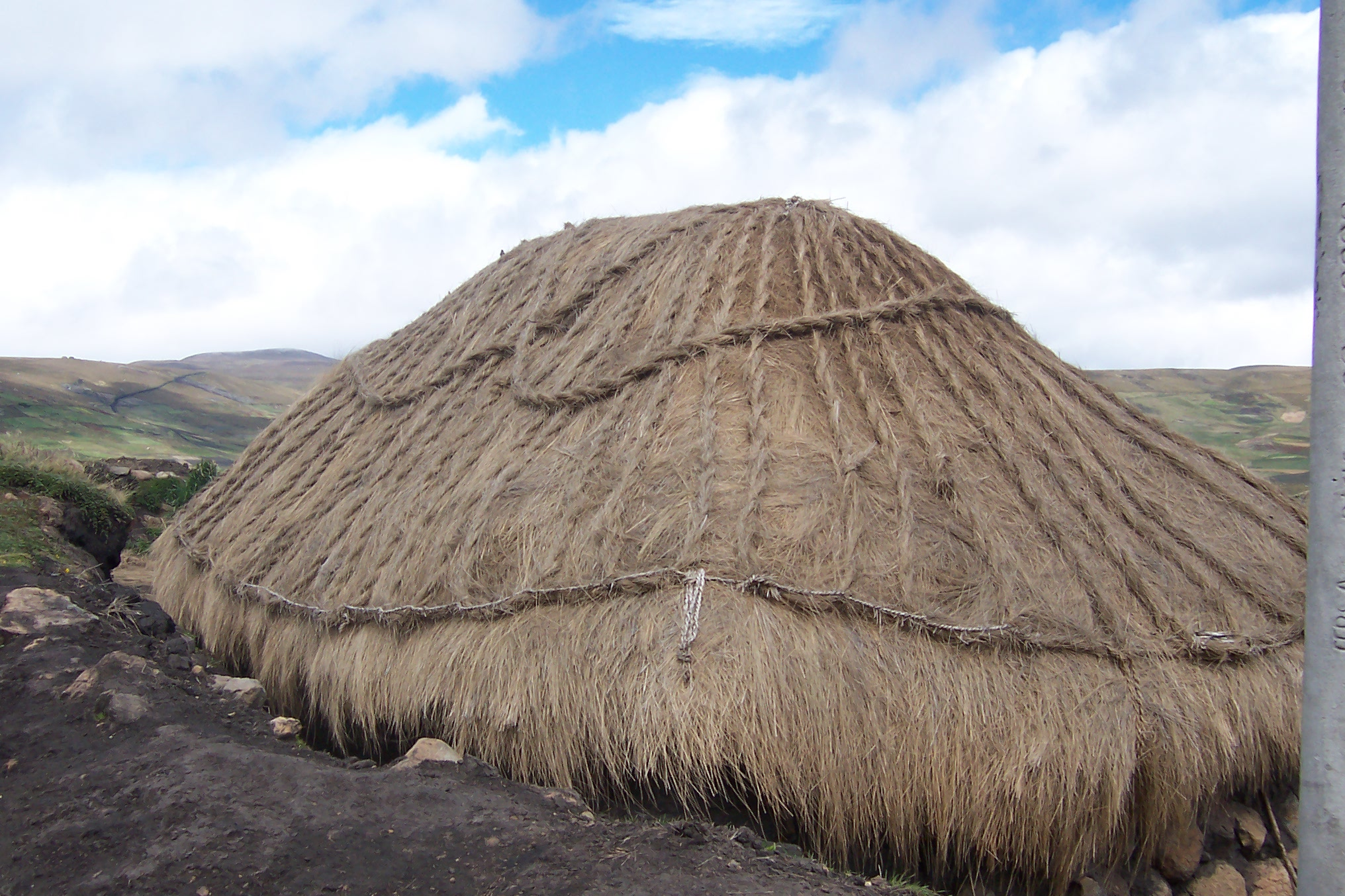
Techo de paja a más de 3000, en la sierra central del Ecuador.

La paja es uno de los tipos de producto vegetal muy utilizado en la fabricación de techos. Según el tipo de paja disponible en la zona también varía el tipo de amarre y la forma del techo.
En la sierra central del Ecuador, en alturas mayores a los 3.000 m s. n. m., se pueden ver todavía viviendas con techos de paja amarrados externamente con cuerdas o mediante trenzas hechas con la misma paja, para evitar que el viento rompa los tallos de la paja y el techo poco a poco se vuele. Aun así, los fuertes vientos frecuentes en sus alturas van poco a poco arrastrando material, lo que obliga a hacer un mantenimiento frecuente, para evitar que el espesor del techo disminuya y, por lo tanto, pierda sus cualidades de aislante térmico. Muchas veces, estando estas viviendas en laderas pronunciadas, uno de los lados del techo está en contacto con el terreno. La vivienda está, por lo tanto, semi excavada en la ladera.

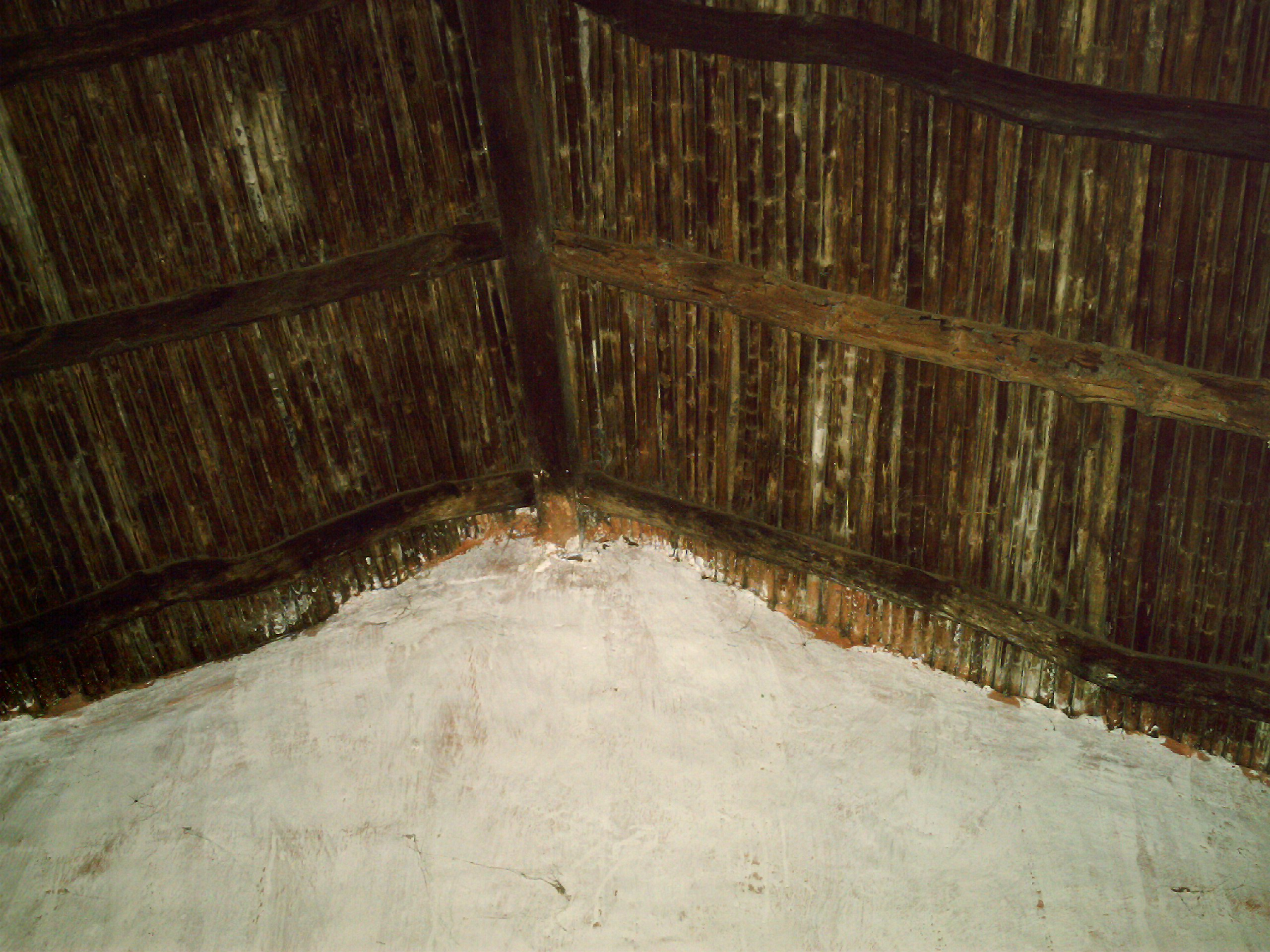
Techo de casa colonial en Venezuela.